# Haltýř (rybník, Radonice)
Haltýř je název vodní plochy v centru vsi Radonice v okrese Praha-východ. Konkrétně se nachází na konci ulice U Haltýře. Má podlouhlý tvar délky asi 50 m a šířky 15 m. Je orientován z jihovýchodu na severozápad. V jeho okolí se nachází zeleň, cesta a tenisové kurty. Voda z něj odtéká Radonickým potokem. Vodní plocha vznikla po roce 1869.

## Galerie

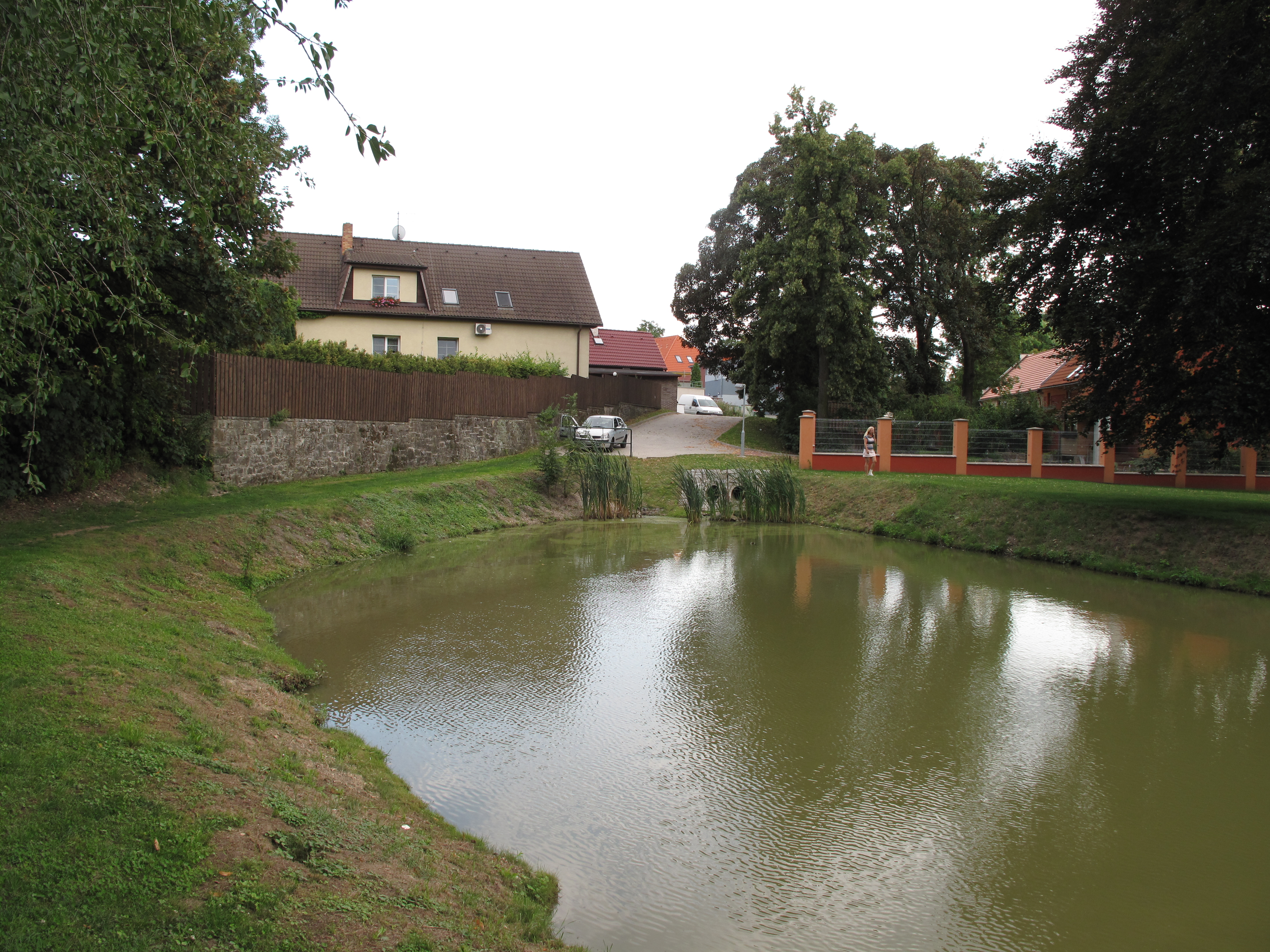
Pohled do ulice U Haltýře
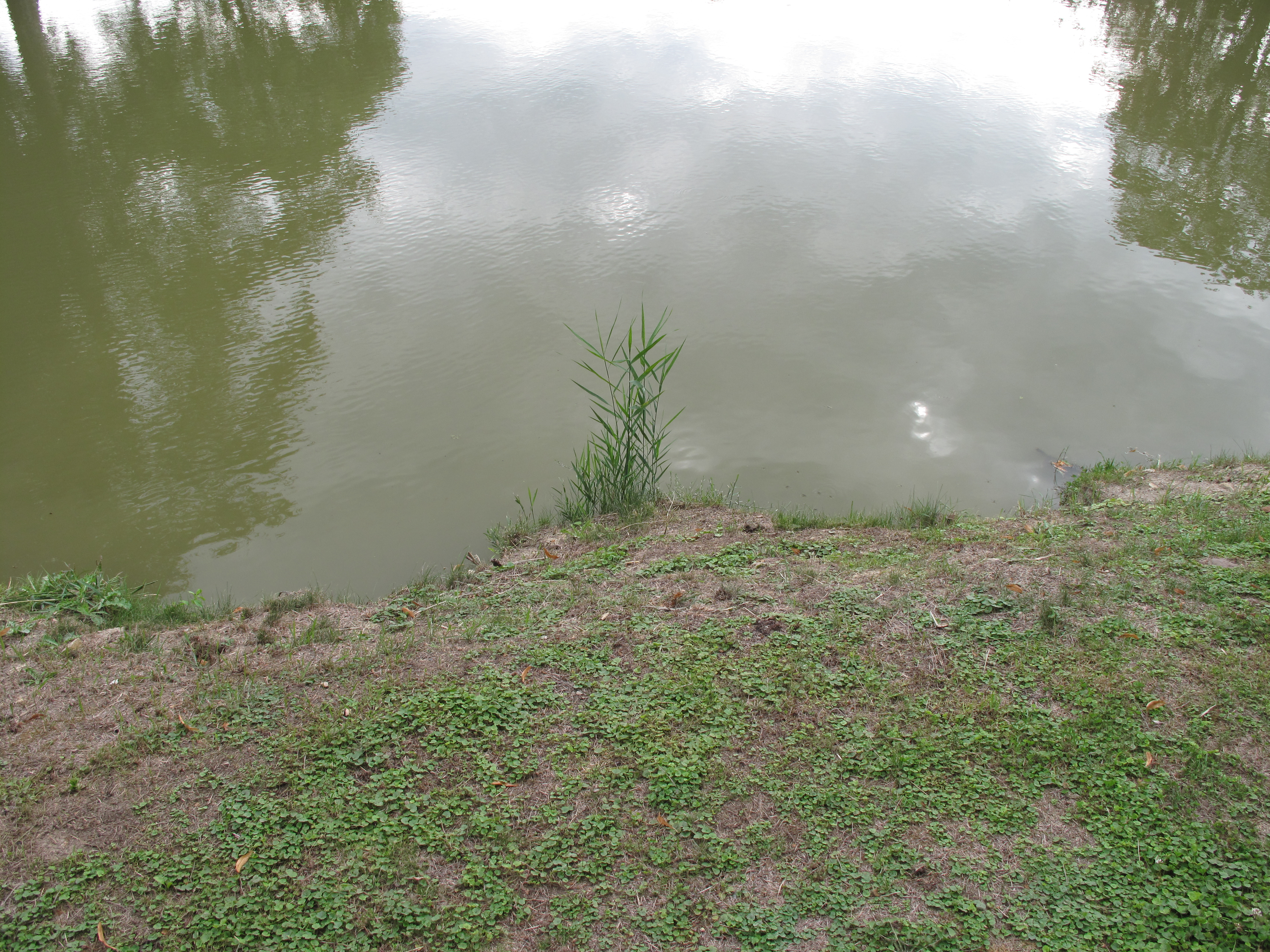
Břeh
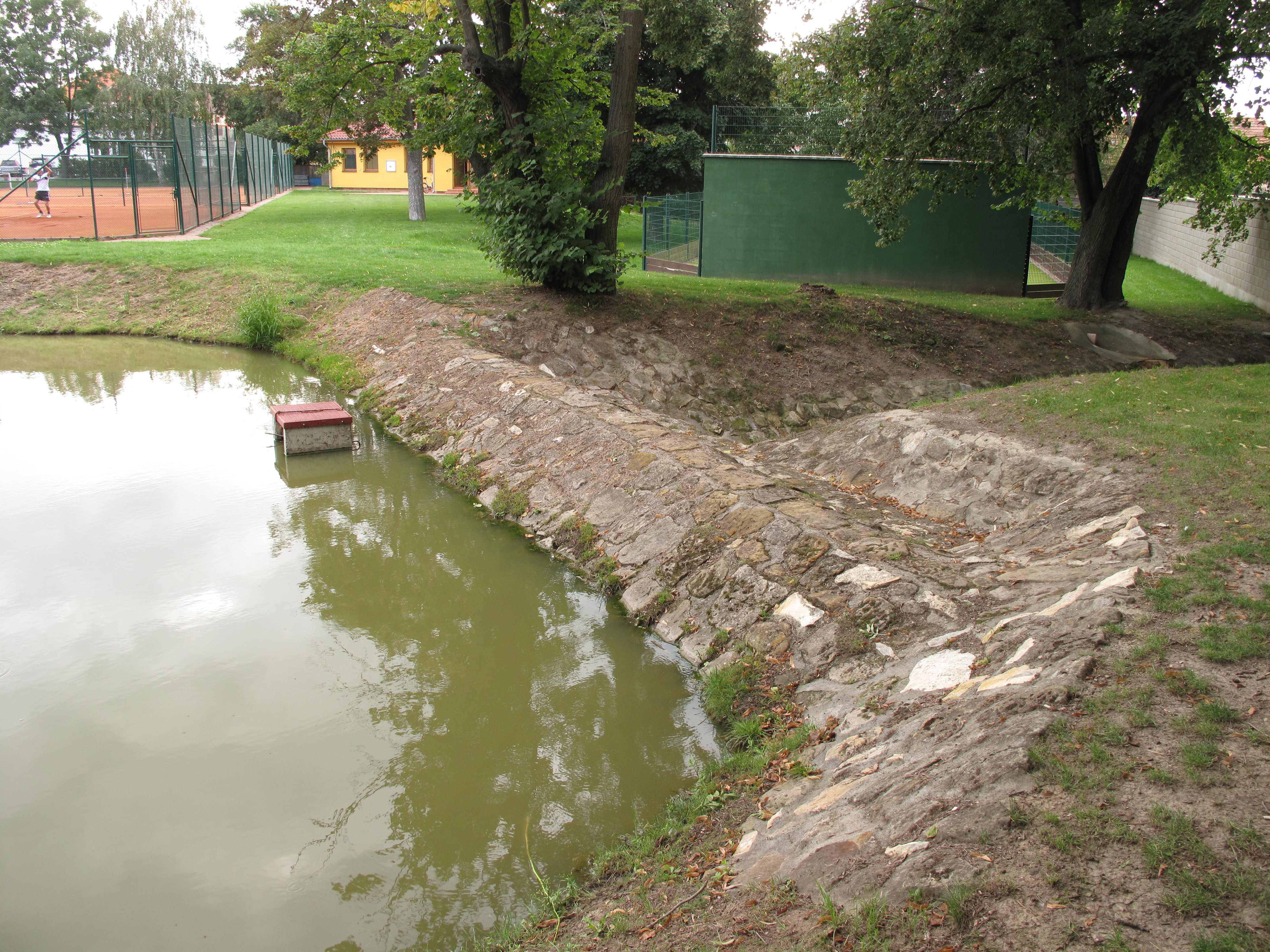
Hráz a přepad